# وروشیتشکی
وروشیتشکی (به لاتین: Verušičky) یک منطقهٔ مسکونی در جمهوری چک است که در ناحیه کارلووی واری واقع شده‌است. وروشیتشکی ۱۸٫۱۲ کیلومتر مربع مساحت و ۳۴۷ نفر جمعیت دارد و ۵۷۴ متر بالاتر از سطح دریا واقع شده‌است.